# Schweizertor

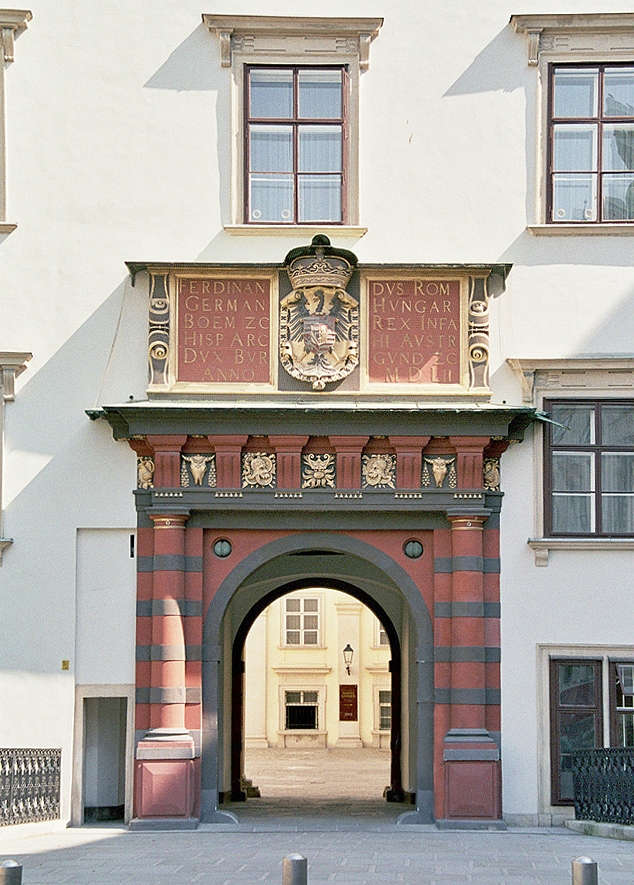
De Schweizertor

De Schweizertor (Nederlands: Zwitserse poort) is een rood-zwarte renaissancistische poort in de Hofburg in Wenen. De poort verbindt de grote binnenplaats met de kleinere binnenplaats het Scheizerhof, het oudste deel van de Hofburg. Zij is gebouwd in 1552 en is een van de bekendste voorbeelden van renaissancistische architectuur in Wenen. Boven de poort is het wapen van de Habsburgers te zien. Het wapen wordt omringd door de ketting van de Orde van het Gulden Vlies.